# Nicol Paone
Pour les articles homonymes, voir Nicol et Paone.
Nicol Paone, née le 11 mars 1971 au New Jersey, est une actrice, scénariste et productrice américaine.

## Filmographie

### Comme actrice
- 1998 : Mind's Eye (court métrage) : Lesley
- 1999 : The Rules (For Men) : Michelle
- 2002 : Pride & Loyalty : Chrissy DeMitro
- 2002 : Escaping Otis : Amber
- 2004 : Valley of One (court métrage) : Sarah
- 2006 : Pro-Choice (court métrage) : la mère de Larry
- 2007 : The Minor Accomplishments of Jackie Woodman (série télévisée) : Liz boskin
- 2007 : The Heartbreak Kid : la patronne de l'Esperanza Hotel Bar
- 2008 : Eagle Eye : l'amie de Rachel
- 2008 : Life of the Party (court métrage) : Helen
- 2009 : Funny People : la sœur de George
- 2010 : Three Chris's : Patti Kelly
- 2010 : Toyota Spokesperson: Don't Panic! (court métrage)
- 2010 : Cried Suicide (court métrage) : Jay
- 2006-2010 : The Big Gay Sketch Show (en) (série télévisée) (23 épisodes)
- 2010 : Lez Chat (court métrage) : la joueuse de soccer
- 2010 : The Inn Keeper (court métrage) : Mary
- 2011 : The Zombie Whisperer (série télévisée) : Lisa
- 2011 : Eating Out: The Open Weekend : la lesbienne pasteur
- 2012 : 30 Rock (série télévisée) : Colleen jeune
- 2012 : Ladies Remember Whitney Houston (court métrage) : la Lady
- 2012 : The League (série télévisée) : l'infirmière de la colonoscopie
- 2012 : This Is 40 : l'infirmière E.R.
- 2014 : Trophy Wife (série télévisée) : Carol
- 2014 : SusiSushi (série télévisée) : Susi Sushi
- 2014 : Knight Rider with Dale Earnhardt Jr (court métrage)
- 2015 : Image Doctors (série télévisée) : Elaine Stritch

### Comme scénariste
- 2002 : Pride & Loyalty
- 2012 : Ladies Remember Whitney Houston (court métrage)
- 2014 : Knight Rider with Dale Earnhardt Jr (court métrage)
- 2014 : Die Stoner Die (court métrage)
- 2014 : Waka Flocka Flame Hires a Blunt Roller (court métrage)
- 2014 : Big with Evan Rachel Wood and Darren Criss (court métrage)
- 2014 : I Don't F*#K with Christmas by Fabolous (court métrage)
- 2015 : Dennis Quaid's On-Set Freak Out: The Full Video (court métrage)
- 2015 : Climate Change Denial Disorder (en) (court métrage)

### Comme productrice
- 1998 : Mind's Eye (court métrage)
- 2010 : The Big Gay Sketch Show (en) (série télévisée) (8 épisodes)
- 2015 : How to Vajaculate: If You Build It, She Will Come (court métrage)